# Флорак-Труа-Рив'єр
Флорак-Труа-Рив'єр (фр. Florac Trois Rivières) — муніципалітет у Франції, у регіоні Окситанія, департамент Лозер. Флорак-Труа-Рив'єр утворено 1 січня 2016 року шляхом злиття муніципалітетів Флорак i Ла-Саль-Прюне. Адміністративним центром муніципалітету є Флорак. Населення — 2096 осіб (01.01.2021).